# Longli
Longli (chinesisch 龙里县, Pinyin Lónglǐ Xiàn) ist ein chinesischer Kreis im Autonomen Bezirk Qiannan der Bouyei und Miao im Süden der Provinz Guizhou. Longli hat eine Fläche von 1.528 km² und zählt 162.100 Einwohner (Stand: Ende 2018). Sein Hauptort ist die Großgemeinde Longshan (龙山镇).

## Administrative Gliederung
Auf Gemeindeebene setzt sich der Kreis aus sechs Großgemeinden und acht Gemeinden zusammen. 